# Zwolle
Zwolle är en stad, kommun och provinshuvudstad i Overijssel i Nederländerna. Zwolle har 129 840 invånare (2021) och är en av de största städerna i östra Nederländerna. Det har ett stort och gammalt centrum med många historiska byggnader och kyrkor. Från staden kommer bland andra 1800-tals-politikern och -författningsreformatören Johan Rudolph Thorbecke.

## Övrigt
Smeknamnet för invånare i Zwolle är Blauwvingers (blå fingrar). 
I Zwolle finns Scania Production Zwolle B.V., en del av Scania. I denna fabrik tillverkas främst modeller som R-serien, P-serien och XT-Gryphus, som är specialbyggd för militärt bruk.